# V (álbum de Legião Urbana)
V é o quinto álbum da banda brasileira de rock Legião Urbana, lançado em 15 de dezembro de 1991 pela EMI. 
O álbum reflete duas situações: a crise econômica causada pelo então Plano Collor, e a dependência química do vocalista da banda, Renato Russo. Em 1990, o cantor descobriu ser portador do vírus HIV. Porém, ao contrário de Cazuza, ex vocalista do Barão Vermelho, Renato nunca assumiu publicamente ser soropositivo.
Em comparação ao anterior, As Quatro Estações (1989), teve uma vendagem bem inferior, com 465 mil cópias (cinco vezes menos que o disco anterior). Foi o sexto disco mais vendido da banda e acabou certificado como Disco de Platina Triplo. A turnê do V foi a mais curta da banda, iniciada em julho de 1992 e interrompida em fins de setembro do mesmo ano, devido à situação insustentável das crises alcoólicas de Renato Russo.

## Contexto
O disco veio na época dos confiscos promovidos pelo então presidente brasileiro Fernando Collor. Na época, os músicos estavam em meio à turnê do disco anterior, As Quatro Estações (1989), e realizar os shows tornou-se ainda mais importante, pois precisavam recuperar o dinheiro perdido.
Enquanto isso, Renato Russo se internava em uma clínica de desintoxicação, preocupado com a imagem que passaria a seu filho, Giuliano, nascido em 1989. Lá, ele descobriu ser portador do vírus HIV, causador da AIDS. Reuniu-se então com o empresário Rafael Borges, e pediu a ele que organizasse tudo após sua morte.
Além desses dois problemas, a banda ainda enfrentou conflitos com Jorge Davidson, diretor artístico nacional da EMI-Odeon. O embate começou quando Jorge insistiu para que gravassem um dos shows da turnê As Quatro Estações. Quando finalmente conseguiu o que queria, o empersário da banda, Rafael Borges, pediu que ele enviasse a fita para a PolyGram, onde o produtor de longa data da banda, Mayrton Bahia, estava trabalhando. Jorge se recusou, dizendo que a banda nunca ligou para o material na EMI, e Renato Russo ficou furioso com o fato. Jorge acabou não participando efetivamente do disco, embora conste como diretor artístico nos créditos. Mais tarde, trabalhando para a Sony Music, Jorge afirmou compreender a frustração de Renato. Tendo se descoberto soropositivo recentemente naquela época, ele não sabia se conseguiria lançar um disco ao vivo antes de morrer.
Não era esperado que Mayrton, atuando em outra gravadora, viesse a produzir V, mas Renato o convidou a fazê-lo ao encontrá-lo por acaso em 1991 num show de Fernanda Abreu.

## Gravação
Pela primeira vez, a banda não utilizou os estúdios da EMI-Odeon para criar o disco. Em vez disso, optaram pela Estúdio Mega, também no Rio de Janeiro, onde não tinham exclusividade e não podiam ficar pelo tempo que quisessem. Além disso, contaram com um baixista de apoio, Bruno Araújo, que já os acompanhava desde a turnê anterior. Ele não participou da turnê subsequente, contudo, devido a uma briga com Fred Nascimento, violonista de apoio. Ambos eram muito próximos, mas a discussão acabou custando o emprego dos dois na banda.
Foi neste disco que Mayrton convenceu Renato a trocar seu teclado Roland Juno 106 por outros modelos, de modo a produzir novas sonoridades.

## Conteúdo

### Música e letras
V é considerado um trabalho de rock progressivo. Indagado sobre como seria o disco, Renato afirmou em uma entrevista: "Ih, tem umas coisas medievais, uns instrumentais. O primeiro lado é uma viagem. Vão dizer assim: 'Legião repete fórmula e lança disco progressivo (risos)...'". Em outra entrevista, para Zeca Camargo na MTV em 1993, Renato disse que "o que a gente quis passar para o V era um tédio e um marasmo. Aquele disco foi feito lento de propósito".
A primeira faixa, "Love Song", é uma cantiga de amor em português arcaico, composta no século XIII por Nuno Fernandes Torneol. "Metal Contra as Nuvens" é dividida em quatro partes e contém 11 minutos e 28 segundos (sendo assim a música de duração mais longa da banda). "A Ordem dos Templários", que inclui a peça "Douce Dame Jolie", de Guillaume de Machaut, do século XIV, homenageia os cavaleiros que protegiam os cristãos nos tempos das Cruzadas.
Segundo Renato Russo afirma no disco ao vivo Acústico MTV, a música "Teatro dos Vampiros" deveria falar sobre a TV. Ainda no mesmo álbum, ele declara ter descoberto depois que a cidade italiana de Veneza era conhecida como "Sereníssima", não tendo portanto relação proposital da cidade com a canção.

### Capa
Renato queria que a lua-estrela na capa do álbum e o "V" na contracapa fossem impressos em alto-relevo dourado, mas Ronaldo Vianna, então diretor de produto da EMI-Odeon, argumentava que isso era caro demais numa época econômica em que era necessário cortar gastos e a consultora de marketing da gravadora reprovava o orçamento. Renato insistiu e a capa acabou saindo do jeito que ele quis.

## Divulgação e turnê
"Lembro que, até a terceira música, eu não conseguia ouvir uma nota. Eram só gritos, gritos, gritos. O público estava em catarse, êxtase total. Nunca tinha visto nada parecido. Demorei a me concentrar."

Carlos Trilha acerca de seu primeiro show com a Legião Urbana, em Uberlândia.
Este disco, ao contrário dos outros, não teve nenhum videoclipe, produto que os integrantes não gostavam (os dois últimos da banda, A Tempestade ou O Livro dos Dias e Uma Outra Estação, também não apresentariam clipes). Ao invés disso, a banda aceitou o convite da MTV para gravar, em janeiro de 1992, o seu Acústico MTV, num show com repertório do disco. Algumas canções saíram no disco Música p/ Acampamentos, de 1992, e o especial saiu em CD em 1999.
Com a demissão de Bruno e Fred, a banda precisou correr atrás de novos membros de apoio para os shows. O tecladista Mú Carvalho também acabou saindo por não poder realizar alguns shows da turnê. Assim, entraram para o time de apoio da Legião Urbana Sérgio Serra (violão), Tavinho Fialho (baixo) e, por sugestão do proprio Mú, Carlos Trilha (teclados).
A turnê não durou muito, contudo, devido à toxicodependência de Renato, o que gerava conflitos com os colegas Dado Villa-Lobos (guitarra) e Marcelo Bonfá (bateria). A situação levou ao encerramento precoce e abrupto da turnê. Para compensar a frustração dos fãs, foi lançado não só o Acústico MTV, mas também a coletânea Música p/ Acampamentos. Depois desse episódio, Renato foi se tratar e começou a tomar AZT, antirretroviral Indicado para o tratamento da AIDS, além de frequentar reuniões do Alcoólicos Anônimos.

## Lista de faixas
Todas as letras escritas por Renato Russo. Todas as músicas compostas por Renato Russo, Marcelo Bonfá, e Dado Villa-Lobos. Todas as canções produzidas por Mayrton Bahia.
| N.º            | Título                                  | Duração |  |
| 1.             | "Love Song"                             | 1:18    |  |
| 2.             | "Metal Contra as Nuvens"                | 11:28   |  |
| 3.             | "A Ordem dos Templários" (instrumental) | 4:26    |  |
| 4.             | "A Montanha Mágica"                     | 7:48    |  |
| 5.             | "O Teatro dos Vampiros"                 | 3:37    |  |
| 6.             | "Sereníssima"                           | 4:01    |  |
| 7.             | "Vento no Litoral"                      | 6:06    |  |
| 8.             | "O Mundo Anda Tão Complicado"           | 3:45    |  |
| 9.             | "L'âge D'or"                            | 5:06    |  |
| 10.            | "Come Share My Life" (instrumental)     | 2:02    |  |
| Duração total: | Duração total:                          | 49:37   |  |

Notas
- "Love Song" contém letra adaptada do texto literário do século XIII, "Cantiga de Amor", de Nuno Fernandes Torneol.
- "A Ordem dos Templários" contém como introdução "Douce Dame Jolie", canção do século XIV, de Guillaume de Machaut.
- "O Teatro dos Vampiros" contém como introdução o Canon de Pachelbel, de Johann Pachelbel .
- "Come Share My Life" é uma canção tradicional do folclore norte-americano.

## Créditos
Todo o processo de elaboração de V atribui os seguintes créditos:
| Estúdios - Mega Comunicações (Rio de Janeiro): gravação - Impressão Digital (Rio de Janeiro): mixagem - Polygram (Rio de Janeiro): mixagem | Vocais - Renato Russo: vocal principal, vocal de apoio, vocal adicional - Alexandra Maia: gritos - Beatriz Ottoni: gritos - Maria Galloti: gritos - Maria Graça Mello: gritos |

Instrumentação
| - Renato Russo: violão, teclado - Marcelo Bonfá: bateria, percussão - Dado Villa-Lobos: guitarra, violão - Bruno Araújo: contrabaixo - Pareschi: cordas - Vidal: cordas - Alves: cordas - Perrota: cordas | - Eduardo Hack: cordas - Bernardo: cordas - João Daltro: cordas - Aizik: cordas - Carmelita: cordas - Jerônimo: cordas - Francisco Perrota: cordas - Faini: cordas | - Penteado: cordas - Marie Christine: cordas - Murillo Jesuína: cordas - Alceu: cordas - Yura: cordas - Cássia: cordas - Zamith: cordas |

Produção
| - Renato Russo: composição, produção, arranjos - Marcelo Bonfá: composição, produção, arranjos - Dado Villa-Lobos: composição, produção, arranjos - Mayrton Bahia: produção - Rafael Borges: produção executiva - João Damaceno: técnico de gravação - Márcio Gama: técnico assistente - Sérgio Ricardo: técnico assistente | - Carlos Alexandre "Cacá": assistente de estúdio - "Carlão": assistente de estúdio - Superhomem "Jorge": assistente de estúdio - Franklin Garrido: engenheiro de mixagem - Marcos Adriano: engenheiro de mixagem - Eduardo Souto Neto: arranjo de cordas - Hugo Lacerda: edição |

Visuais e imagem
- Jorge Davidson: produção artística
- Tira-Linhas Studio: projeto gráfico
- Artur Froes: assessoria gráfica
- Egeu Laus: coordenação gráfica
- Dario Zalis: fotografia

## Vendas e certificações
| País                       | Certificação | Vendas   |
| -------------------------- | ------------ | -------- |
| Brasil (Pro-Música Brasil) | Platina      | 465.000+ |